# Aéroport de Halls Creek
Pour les articles homonymes, voir HCQ.
L’aéroport de Halls Creek (code AITA : HCQ, code OACI : YHLC) est un aéroport régional situé à environ 2,5 km de Broome, en Australie-Occidentale.